# Pseudopulex
Pseudopulex ist eine ausgestorbene Insektengattung aus dem Mesozoikum. Diese Insekten lebten wahrscheinlich parasitisch vom Blut großer gefiederter oder behaarter Landwirbeltiere, z. B. Dinosaurier, Flugsaurier oder früher Säugetiere. Gut erhaltene Fossilien wurden in China im Gebiet der Inneren Mongolei gefunden. Der Gattungsname ist eine Zusammensetzung aus altgriechisch ψεῦδος pseûdos ‚Lüge, Täuschung, Betrug‘ und lat. pulex ‚Floh‘.
Bisher wurden zwei Arten beschrieben, Pseudopulex jurassicus aus der jurassischen Jiulongshan-Formation (etwa 165 Mill. Jahre alt) und P. magnus, aus der 130 bis 120 Mill. Jahre alten Yixian-Formation der frühen Kreidezeit (Barremium/unteres Aptium).

## Merkmale
Pseudopulex wurde ohne Fühler 17 bis 22,8 mm lang. Die Insekten hatten mit steifen, nach hinten gerichteten Borsten bedeckte Körper, kurze Fühler mit mehr als 15 Segmenten, reduzierte Augen, kräftige, stilettartige, gesägte Mundwerkzeuge, sichelförmige Klauen am Prätarsus und zapfenartige Stacheln auf der Schienen (Tibien). Flügel fehlten. Die Mundwerkzeuge waren doppelt so lang wie der Kopf (etwa 3,4 bis 5,2 mm).

## Systematik
In ihren Merkmalen ähneln sie Flöhen (Siphonaptera), insbesondere den primitiven Sandflöhen (Tungidae). Pseudopulex hatte aber nicht die für Flöhe typischen Sprungbeine und ihre Körper waren seitlich nicht abgeflacht. Da keine diagnostischen Merkmale für eine Einordnung innerhalb der Flöhe festgestellt werden konnten, wird Pseudopulex in die neu aufgestellte Familie Pseudopulicidae gestellt, die innerhalb der Insekten vorläufig incertae sedis (ohne Zuordnung) geführt wird.

## Lebensweise
In den Fundstätten beider Pseudopulex-Arten wurden auch die Fossilien von kleinen, gefiederten Dinosauriern (11,6 bis 220 cm lang), Flugsauriern (60 bis 240 cm lang), Vögeln (15 bis 60 cm lang) und frühen Säugetieren (5 bis 68 cm lang) gefunden.
Wegen der Größe der Pseudopulex-Arten und ihrer langen Mundwerkzeuge wird es für unwahrscheinlich gehalten, dass kleine Säuger oder Vögel Opfer der Parasiten waren. Größere gefiederte Dinosaurier, Flugsaurier oder mittelgroße Säugetiere (erst ab der Unterkreide) waren dagegen ideale Wirtstiere. Pseudopulex konnte sich mit den starken, mit Klauen versehenen Beinen im Gefieder bzw. im Fell der Opfer festhalten. Da sie weder gut springen noch laufen konnten, mussten die Insekten wohl einen großen Teil ihres Lebens auf einem einzigen Individuum, womöglich fast ständig festgesaugt, verbringen.
Möglicherweise hat sich die ektoparasitäre Lebensweise der Flöhe auf gefiederten Dinosauriern oder Flugsauriern entwickelt und die Insekten wechselten später auf kleinere Wirte (Säugetiere und Vögel) und passten sich durch eine Verringerung der Körpergröße und eine Verkürzung der Mundwerkzeuge an diese an.